# Попово (Сокольский район, Вологодская область)
Попово — деревня в Сокольском районе Вологодской области.
Входит в состав Биряковского сельского поселения, с точки зрения административно-территориального деления — в Биряковский сельсовет. Расположена к югу от автодороги А123.
Расстояние по автодороге до районного центра Сокола — 102 км, до центра муниципального образования Бирякова — 2 км. Ближайшие населённые пункты — Старово, Спасское, Кульсеево, Денисково.
По переписи 2002 года население — 2 человека.